# Bathyarca anomala
Bathyarca anomala är en musselart som först beskrevs av Addison Emery Verrill och Katharine Jeanette Bush 1898.  Bathyarca anomala ingår i släktet Bathyarca och familjen Arcidae. Inga underarter finns listade i Catalogue of Life.